# حجل شجري
حجل شجري (الاسم العلمي: Dendrortyx)، جنس من الطيور من فصيلة سمان العالم الجديد.
تشمل على الأنواع التالية:
- حجل شجري ملتحي (Dendrortyx barbatus)
- حجل شجري طويل الذيل [الإنجليزية] (Dendrortyx leucophrys)
- حجل شجري اشهب متوج [الإنجليزية] (Dendrortyx macroura)